# الجمهورية (صحيفة عراقية)
صحيفة الجمهورية هي صحيفة عراقية رسمية، سياسية ثقافية جامعة، تأسست في 17 تموز 1958 وتوقفت عن الصدور بقرار من سلطة الاحتلال الأمريكي للعراق بعد إلغائها وزارة الإعلام في أبريل 2003.
أول رئيس تحرير للجريدة كان سعدون حمادي.